# Cuarteto de cuerda n.º 13 (Schubert)

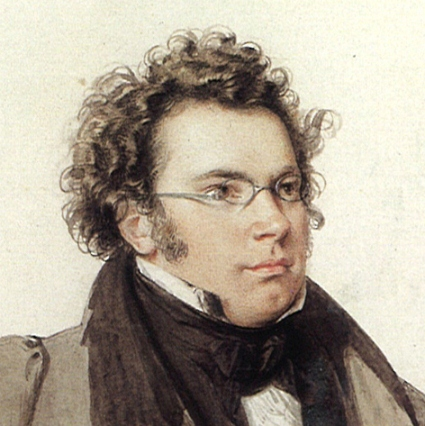
Schubert en 1825

El Cuarteto de Cuerda n.º 13 en la menor (Cuarteto Rosamunda), D 804, Op. 29, fue escrito por Franz Schubert entre febrero y marzo de 1824. Data aproximadamente de la misma época que su monumental Cuarteto n.º 14 (La muerte y la doncella), y surgió unos tres años después de su anterior cuarteto de cuerda incompleto, el <i>Quartettsatz, D 703</i>, que nunca terminó.

## Historia
A partir de 1824, Schubert se alejó en gran medida de la composición de lieder para concentrarse en la música de cámara instrumental. Además del Cuarteto de cuerda n.º 13 en la menor, el Cuarteto n.º 14 en re menor, el <i>Octeto</i>, el Gran Dúo y el Divertissement a la Hongroise (ambos para dúo de piano), y la Sonata para Arpegione y Piano datan de ese año. Con la excepción del Gran Dúo, todas estas obras muestran elementos cíclicos, es decir, dos o más movimientos en cada obra están relacionados deliberadamente de alguna manera para mejorar el sentido de unidad de cada obra. En el caso del Cuarteto en la menor, un motivo del Minueto del tercer movimiento se convierte en la figura melódica más importante para el siguiente final.
Schubert dedicó la obra a Ignaz Schuppanzigh, que actuaba como primer violinista del cuarteto de cuerda homónimo designado por Beethoven para estrenar sus cuartetos. El propio Schuppanzigh actuó en el estreno que tuvo lugar el 14 de marzo de 1824.

## Estructura
Este cuarteto consta de cuatro movimientos y su interpretación dura alrededor de 30 minutos en total.
1. Allegro ma non troppo
2. Andante
3. Menuetto: Allegretto – Trío
4. Allegro moderato

## Análisis
El primer movimiento comienza con reminiscencias del melancólico tema de una de los primeros lieder de Schubert, Gretchen am Spinnrade y también aparece algún fragmento del lied Schöne Welt, wo bist du?. La referencia al lied Gretchen am Spinnrade no es directa, puesto que no aparece en la voz principal sino con un tema similar en el segundo violín, en un acompañamiento figurado, y que después repiten el violonchelo y la viola; todo precede a la primera entrada temática. Este recurso compositivo también recuerda el acompañamiento del primer tema de la Sinfonía Inacabada.
Pero la denominación del cuarteto proviene del segundo movimiento, ya que éste se basa en un tema de la música incidental para la obra Rosamunda (un tema que también aparece en el Impromptu en sí bemol compuesto tres años más tarde). El ritmo penetrante de este movimiento muestra inequívocamente la influencia de la Séptima Sinfonía de Beethoven. La forma de este movimiento lento utiliza la misma estructura de exposición-recapitulación modificada que encontramos en el movimiento lento de la Gran Sinfonía en Do mayor de Schubert, donde una cierta ambigüedad en la definición formal es creada por la introducción de un pasaje propio de la parte del desarrollo poco después de la repetición del primer tema en la recapitulación.
El minueto cita la melodía de otro lied de Schubert, Dau Götter Griechenlands, D. 677, escrito en noviembre de 1819; una conexión que Willi Kahl observó más de un siglo después de la composición. El uso de este recurso melódico, en una inversión al comienzo del trío, se repite más tarde al inicio del finale.